# Vertientes
Vertientes là một đô thị ở tỉnh Camagüey của Cuba.

## Dân số
Năm 2004, đô thị Vertientes có dân số 53.299 người. tổng diện tích 2.005 km² (774,1 mi²), với mật độ dân số 26,6người/km² (68,9người/sq mi).